# غارفيلد ريد
غارفيلد ريد (بالإنجليزية: Garfield Reid)‏ (14 يناير 1981 بجامايكا - ) هو لاعب كرة قدم جامايكي في مركز الدفاع. شارك مع منتخب جامايكا لكرة القدم. أما مع النوادي، فقد لعب مع نادي ووتر هاوس وHamarkameratene ‏ وBenfica F.C. ‏ وRivoli United F.C. ‏.

## وصلات خارجية
- غارفيلد ريد على موقع قاعدة بيانات كرة القدم.إي يو (الإنجليزية)
- غارفيلد ريد على موقع ناشيونال فوتبول تيمز (الإنجليزية)
- غارفيلد ريد على موقع عالم كرة القدم.نت (الإنجليزية)